# Koskenkorva
Koskenkorva Viina (jednoduše známá jako Koskenkorva nebo Kossu) je nejběžnější destilátový nápoj (38 %) ve Finsku, vyráběný firmou Altia v Ilmajoki v lihovaru Koskenkorva.
Obilný (ječný) alkohol je vyráběn s využitím postupné destilace o 200 krocích tak, aby se vyprodukoval vysoce čistý průmyslový etanol. Nápoj se vyrábí ředěním tohoto alkoholu s pramenitou vodou a velmi malým množstvím cukru. Ačkoliv v různých jazycích je běžně znám jako vodka, ve Finsku se nenazývá "vodka", nýbrž viina (ze slova brännvin), "tvrdý likér".
Vedle standardní 38 % varianty téměř bez příchutě je na trhu spousta jiných variant Koskenkorvy, z nichž nejvýznamnější je asi Salmiakki Koskenkorva, známější spíše pod jménem Salmiakkikossu nebo Salmari, která je ochucená se salmiakki. Další variantou je ta samá Koskenkorva s žitem namísto ječmene, na trhu uváděná pod tím samým konceptem jako Koskenkorva Viina Ruis. Také existuje vanilková varianta nazývaná Vanilja Koskenkorva. Stejným nápojem je Koskenkorva Vodka, ale ta má 40 % nebo 60 % alkoholu namísto tradičních 38 %. Tato značka je určena pro zahraniční trhy. Finlandia Vodka, vodka klasifikovaná jako importní, je stejná jako 40 % Koskenkorva, ale není do ní přidáván cukr. Tuto značku prodává Altia americké společnosti Brown-Forman Corporation. Ale Altia zůstává jediným výrobcem Finlandia Vodky nejméně do roku 2017.
V roce 2008 byl představen nový design pro láhve Koskenkorva Viina. Mají bílou známku, nápis Koskenkorva je černý a pod tím Viina šedý a světlehnědou kresbu ječných polí. Význačně je ukázáno číslo produktu 013. Salmiakki Koskenkorva je zcela jinou černou známku.
Kossu je nejchutnější chlazená, ale může být míchána např. s Colou (pak se nazývá „Kossukola“), s vodou Vichy („Kossuvissy“), pomerančovým džusem („šroubovák“), energy drinkem („Kossu baterie“) nebo s jistými (tvrdými) sušenkami salmiakki (Salmiakkikoskenkorva, Salmiakkikossu, Salmari). Posledně jmenovaná je často vyrobená smícháním Turkinpippuri s kossu, ačkoliv možností jsou i jiné cukrovinky podobného typu a také existuje připravený salmiakki mixér k tomuto účelu. Dalším způsobem, jak si vychutnat kossu, který získal nedávno na popularitě, je smícháním s Fisherman's Friend.
Společnost Altia vlastní finská vláda. Jako nezávislá společnost je zcela na Altii, zda přemístí svůj lihovar, kdyby byl prodán soukromému investorovi. Když vláda uvažovala o prodeji společnosti, vzrostlo proti tomuto záměru lidové hnutí. Lihovar Koskenkorva je největším kupcem produkce ječmene v této oblasti. Bez lihovaru by pěstování ječmene v tomto regionu zřejmě ustalo.
Navíc Finové rozeznávají Koskenkorvu jako jeden ze symbolů země. Je nepravděpodobné, aby „cizí Koskenkorva“ byla přijímána na finském domácím trhu. Ironií osudu spousta jiných vodek využívá symbolů Finů, jako např. Leijona se symbolem finského lva, nebo Suomi-Viina. Tyto značky jsou ale částečně vyráběny z estonských nebo jiných surovin. Koskenkorva Viina a její neslazený společník Finlandia Vodka jsou jedny z mála finských vodek, které jsou v současné době na trhu.

## Perličky
- Koskenkorva je malá vesnice – patří k obci Ilmajoki, ve Finsku. Překládá se jako „oblast slapů“. V lidové etymologii „slapí ucho“ je založeno na faktu, že slovo korva také znamená „ucho“.
- Původní název nápoje byl Koskenkorvan viina – přídavné jméno s koncovkou ´n´ – „likér z Koskenkorvy“. Nedávno se jméno změnilo na Koskenkorva viina „Likér Koskenkorva“. Navíc dokonce starší etikety měly původní jméno v partitivu, jako např. Koskenkorvan Viinaa „nějaký likér z Koskenkorvy“.
- Text písně Irwina Goodmana obsahuje slovo „Koskenkorvassa“ („V Koskenkorvě“), kde skoro každý verš obsahuje toto slovo. Buď oslavuje život ve vesnici Koskenkorvě nebo opilost z Koskenkovy Viina.
- V písni „The Land Of Ice And Snow“, kde Timo Tolkki, kytarista a skladatel písní finské heavy-metalové skupiny Stratovarius, popisuje Finsko jako zemi, „kde teče Koskenkorva“.